# Dyvelsten
Dyvelsten è un'area urbana della Svezia situata nel comune di Forshaga, contea di Västra Götaland.
La popolazione rilevata nel censimento 2010 era di 219 abitanti .